# Neosticta canescens
Neosticta canescens là loài chuồn chuồn trong họ Isostictidae. Loài này được Tillyard mô tả khoa học đầu tiên năm 1913.